# Boguchwał
Boguchwałⓘ, Bogchwał, Bochwał, Boguchał, Bogufał, Bogofał, Bogfał, Bofał – staropolskie imię męskie, złożone z członu Bogu- ("Bóg", ale pierwotnie "los, dola, szczęście") i -chwał ("chwalić, sławić, dziękować"). Prawdopodobnie oznaczało "tego, który sławi szczęście", późn. "tego, który sławi Boga". Zob. też Chwalibog, Chwaliboż, Falibog, Faliboż.
Żeńskie odpowiedniki: Boguchwała, Bogufała.
Boguchwał imieniny obchodzi 18 marca i 22 marca.
Znane osoby noszące imię Boguchwał:
- Boguchwał, zwany Brukałem – przybysz z Czech na ziemie polskie, który wypowiedział najstarsze zapisane polskie zdanie prozaiczne: "Daj, ać ja pobruczę, a ty poczywaj", zaświadczone w Księdze henrykowskiej[1].

Podobne imiona: Bogdał, Bogdaj, Bogdasz, Bogudar, Bogumił, Bogumysław, Bogurad, Bogusąd, Bogusław, Bogwiedz.